# میلکوم
میلکوم (به انگلیسی: Milcombe) یک روستا و محله مدنی در بریتانیا است که در چرول واقع شده‌است. میلکوم ۵٫۰۶ کیلومتر مربع مساحت و ۶۱۳ نفر جمعیت دارد.